# Tibiomus maculatus
Tibiomus maculatus är en mångfotingart som först beskrevs av Carl Graf Attems 1953.  Tibiomus maculatus ingår i släktet Tibiomus och familjen Odontopygidae. Inga underarter finns listade i Catalogue of Life.